# Manco Cápac
Manco Cápac (en quechua, Manqu Qhapaq) o Ayar Manco, según la tradición oral recogida desde la conquista española, habría sido el primer gobernador y fundador de la cultura inca en el Cuzco (inicios de siglo XIII). Es el protagonista de las dos leyendas más conocidas sobre el origen de los incas. Tuvo como esposa principal a Mama Ocllo (con quien engendró a su sucesor Sinchi Roca) y otras esposas más como Mama Huaco de quien se dice que era una mujer aguerrida. Si bien su figura es mencionada en crónicas y se tiene como base para la explicación histórica del origen de los incas, su existencia real no está del todo clara.

## Controversia
Algunos historiadores consideran a Manco Cápac un personaje mítico poniendo así en duda su existencia como personaje histórico. Sin embargo, la mayoría de autores lo consideran un personaje real y basan sus argumentos en pruebas como la descendencia de su familia real llamada Chima Panaca, la cual mantuvo su lugar en la nobleza incaica hasta la conquista española. También se basan en pruebas arqueológicas como su propio palacio, el Inticancha (ahora Coricancha), ambos prevalecen en el Cuzco moderno y según las crónicas fueron hechas por Manco Cápac.
Por lo tanto, la historia oficial acepta que Manco Cápac fue un personaje histórico, caudillo y líder religioso de una antigua tribu nómada o migrante, antepasado y fundador de un linaje atestiguado en el Cuzco. Si bien muchos rasgos de su epopeya son obviamente legendarios, lo cierto es que, según la historiadora María Rostworowski, todo pueblo conserva en sus epopeyas y leyendas, en forma metafórica, la verdad de sus lejanos recuerdos.

## Protagonismo mítico

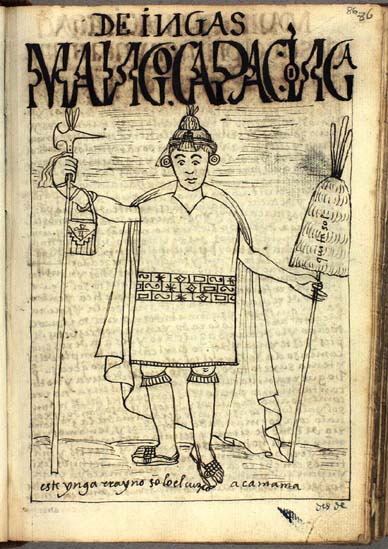
El primer Inca: Manco Cápac; dibujo de Felipe Guamán Poma de Ayala en Nueva crónica y buen gobierno (1615).

Manco Cápac es el protagonista de las dos principales leyendas que explican el origen de la civilización incaica. Ambas leyendas coinciden en que fue él el fundador de la etnia inca en el Cuzco, en que su esposa principal fue Mama Ocllo.

### Leyenda de los hermanos Ayar
La leyenda de los hermanos Ayar es una leyenda en la tradición oral inca en la cual se cuenta que cuatro hermanos con sus cuatro esposas salen de la ventana llamada Capactoco, ventana central del Templo de las tres ventanas en el cerro Tamputoco, el cual estaba en el pueblo de Paucartambo, enviados por su padre el dios Sol (Inti) para civilizar a la gente que vivía muy salvajemente. El escritor peruano Abraham Valdelomar aporta a esta leyenda creándoles vicisitudes y conflictos a los hermanos, tornándola en un magnífico cuento llamado Los hermanos Ayar, el cual se encuentra en su cuentario "Los hijos del Sol". Finalmente, uno de estos cuatro hermanos, Ayar Manco, llegaría a fundar la ciudad inca de Qosqo (Cuzco actual) siendo, así, el gobernante de la cultura inca llamado desde entonces Manco Cápac.

### Leyenda de Manco Cápac y Mama Ocllo
Leyenda en la cual se cuenta que Manco Cápac y Mama Ocllo, pareja de esposos y hermanos hijos del dios Sol, nacen de las espumas del  Lago Titicaca, recibiendo el encargo de dirigirse hacia el norte llevando una vara de oro, con la misión de fundar la capital del futuro imperio en un lugar fértil. El sitio de fundación sería marcado por el lugar donde se hundiría el báculo sagrado de Manco Cápac, cosa que sucedió en el valle del río Huatanay, en las faldas del cerro Huanacuare, en Cuzco. 
Sin embargo, al carecer de una tradición escrita, solamente de aquella que se inició con la publicación de "Comentarios reales de los incas", obra del Inca Garcilaso de la Vega, la autenticidad de esta leyenda como leyenda inca se pone en duda. Algunos afirman inclusive que Garcilaso fue el autor intelectual de esta leyenda cerca del año 1609.
Manco Cápac es protagonista de dos leyendas más conocidas sobre el origen de los incas; no obstante, la historia oficial tiene su propia versión sobre la base de crónicas.
Estas dos leyendas coinciden en indicar una ruta de migración de sur a norte (proveniente del altiplano peruano), donde la búsqueda de tierra fértil se hace evidente. Es probable que los fundadores de la cultura inca hayan sido expulsados del altiplano. Otro punto en común es la idea de la «ordenación» del mundo: los fundadores míticos ordenan el Cuzco, lugar que se hallaba en situación de caos por la pugna entre las etnias que vivían allí.

## Biografía

### Origen

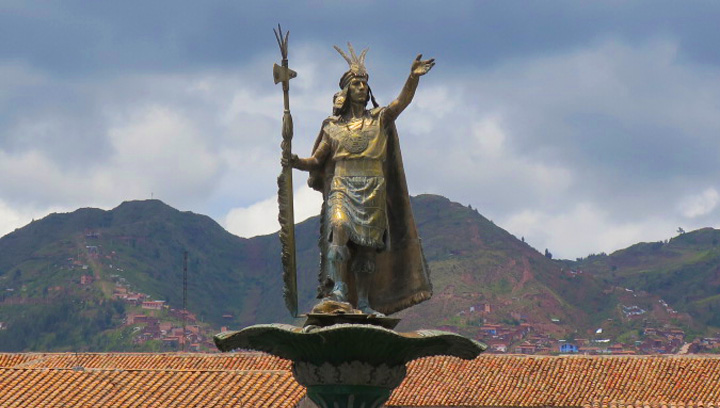
Monumento al Inca, Plaza de Armas del Cuzco.

Según las evidencias encontradas en Cochapata, Manco Cápac nació en Tamputoco, que según algunos especialistas está ubicado en la actual provincia de Paruro, región Cuzco. La aldea solía servir de refugio a muchas personas que escapaban de las invasiones aimaras del Altiplano. Su padre se llamaba Apu Tambo, y su madre es tema de discusión, muchos dicen que fue la esposa de Apu Tambo, Pachamach pero lo más probable es que sea Mama Huaco, aunque Mama Huaco fue también su media hermana ya que fue hija de Apu Tambo. Manco Cápac y su familia vivían un estilo de vida nómada.

### Fundación del curacazgo inca

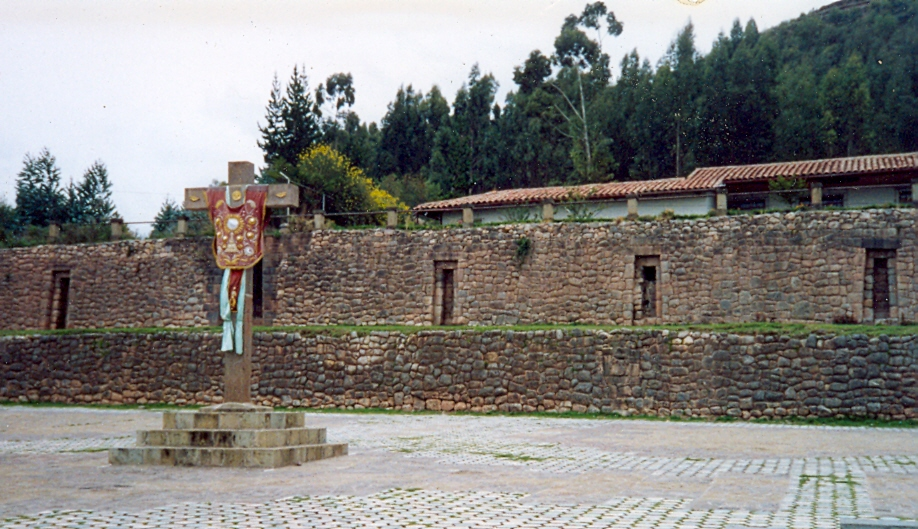
Muros exteriores de Colcampata, antiguo palacio de Manco Cápac.

Tras la muerte de su padre, Manco Cápac tuvo que sucederlo al frente del ayllu, al que pertenecían varias decenas de familias. Los miembros del ayllu eran nómadas, y la trayectoria de sus viajes se asemeja al viaje descrito en la leyenda de los hermanos Ayar, mas no en el tiempo que les tomó hacerlo.
Cuando su hijo Sinchi Roca llega a la edad de 20 años, Manco Cápac lo compromete con Mama Coca, hija de Surik Huaman Señor de Sannon (hoy San Sebastián).
Al llegar al valle del Cuzco, los incas derrotaron a tres pequeñas etnias (Sahuares, Huallas y Ayar Uchos o Alcahuisas).
El terreno que ocuparon inicialmente los incas en el Cuzco fueron los alrededores de donde hoy está la Plaza de Armas del Cuzco. En esa época, era una zona pantanosa atravesada por dos riachuelos.
En Cuzco, Manco Cápac fundó cuatro barrios llamados: Chumbicancha (barrio de tejedores), Quinticancha (barrio del picaflor), Sairecancha (barrio de tabaco) y Yarambuycancha (¿barrio de alisal?).
El enseñó a los hombres a cazar y cultivar, y fundó el Curacazgo del Cuzco gobernado por la dinastía Urin Qusqu (Bajo Cuzco en español) fundada por el mismo y se denomino primer Cápac Inca.

### Las leyes
Manco Cápac hizo muchas leyes humanas y sabias, condenando con pena capital el homicidio, el adulterio y el hurto; mandó que cada uno tome a una mujer de su propia familia, pero nunca antes de los 20 años de edad; propuso el culto del Inti como primera divinidad y le labró un templo en el Cuzco e inmediata a él una casa para las vírgenes consagradas a aquella deidad, las cuales debían ser de la sangre real de los incas.

### Lucha por la prevalescencia

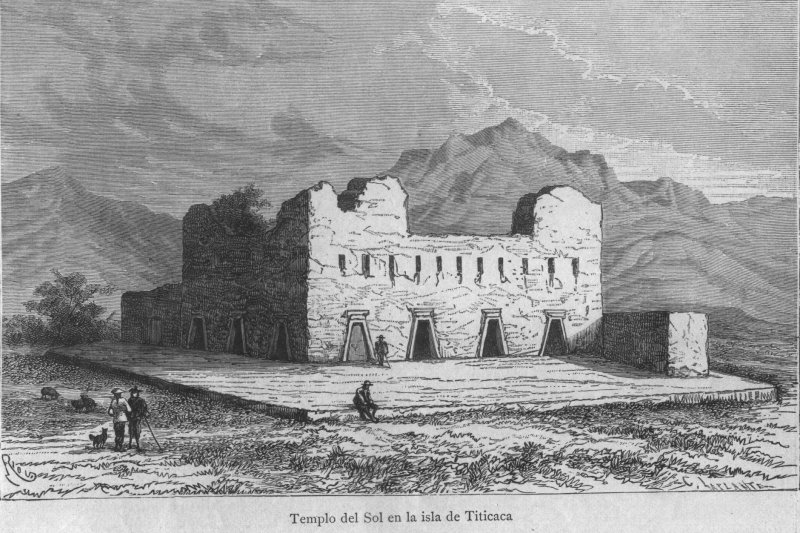
Templo del Sol en la Isla del Sol donde llegó a parar el cuerpo momificado de Manco Cápac.

Una vez establecidos en el Cuzco, Manco Cápac y su etnia ocupaban solo una pequeña fracción del territorio del valle del Cuzco, otras etnias más poderosas ocupaban el mismo valle e inclusive por el norte amenazaba un estado confederado de Ayamarcas y Pinaguas. Todas estas etnias veían a los incas como una etnia invasora y ciertamente lo eran. Manco Cápac durante su permanencia en el gobierno tuvo que luchar y defenderse de los continuos ataques de estas etnias. En algunas ocasiones, su sucesor Sinchi Roca tuvo que pelear él mismo en la defensa contra estas etnias.

### Fallecimiento
Tras una muerte natural, Manco Cápac fue momificado y guardado en el Inticancha hasta el reinado de Pachacútec, quien ordenó su traslado al templo del Titicaca su lugar natal. En el Cuzco solo quedó una estatua en su honor. Fue Pachacútec también quien inventó y esparció las leyendas del origen de los incas como un intento de "divinizar" las hazañas incas y de promover la identidad y por ende la unificación de su imperio.

## Fechas
Los años en que vivió y reinó Manco Cápac están envueltos en una gran duda y debate entre los historiadores y cronistas, casi tanto como si es un personaje histórico o uno mítico. Las fechas que dan los diversos estudiosos varían incluso por varios siglos de diferencia, como las fechas de Sarmiento de Gamboa (en 1572), el historiador se refiere a que el primer inca nació en el año 521 y que reinó entre 565 y 656; es decir, vivió por 135 años y reinó por 91 años. Según Cabello Balboa, (en 1586) reinó entre 945 y 1006; es decir, por 61 años. Otras fuentes hablan de 41 años de reinado, entre 1021 y 1062. Según Huamán Poma de Ayala, vivió 160 años. Según otros historiadores reinó por 28 años, entre 1150 y 1178. Según Inca Garcilaso de la Vega reinó 30 años entre 1200 y 1230, y las cifras más tardías hablan de 30 años de reinado, entre 1226 y 1256.

## Obras
- Se le atribuye la construcción del Inticancha, actual Coricancha.
- Su palacio, llamado Colcampata fue usado después de su muerte como almacén de alimentos, posteriormente fue ahí donde se hospedó Sayri Túpac.[19]